# Ловас, Дьёндьи
Дьёндьи Ловас (венг. Lovász Gyöngyi; род. 24 октября 1959, Дорог) — венгерская футболистка, полузащитник.

## Карьера

### Клубная карьера
Во взрослом футболе дебютировала в 1984 году в клубе «Ласло Корхаз», в составе которого выступала на протяжении первых пяти сезонов своей карьеры, трижды завоевав титул чемпионки страны.
В 1990 году присоединилась к команде немецкого женского футбольного клуба «Кёльн», вместе с которым в сезоне 1994/95 стала чемпионкой Германии. Кроме того, в 1991 и 1994 годах команде удавалось одержать победу в финале Кубка Германии. Завершила профессиональную игровую карьеру в 1995 году в возрасте 36 лет.

### Карьера в сборной
В 1985 году дебютировала в официальных матчах в составе женской национальной сборной Венгрии по футболу в товарищеской игре против сборной Германии.
Всего в составе национальной команды приняла участие в 21 матче, отметившись шестью забитыми мячами.

## Достижения
«Ласло Корхаз»
- Чемпионка Венгрии[англ.]: 1984/85, 1985/86, 1986/87

«Кёльн»
- Чемпионка Германии: 1994/95
- Обладательница Кубка Германии: 1990/91, 1993/94